# Spoorlijn Husum Nord - Husum Außenhafen
De spoorlijn Husum Nord - Husum Außenhafen was een Duitse spoorlijn in Sleeswijk-Holstein en was als spoorlijn 1203 onder beheer van DB Netze.

## Geschiedenis
Het traject werd door de Preußische Staatseisenbahnen geopend in mei 1890. Tot 2003 heeft er goederenvervoer plaatsgevonden naar de buitenhaven van Husum. Na het failliet van de Nordfriesische Verkehrsbetriebe AG kwam het vervoer op de lijn stil te liggen.

## Aansluitingen
In de volgende plaats was er een aansluiting op de volgende spoorlijn:
Husum Nord
DB 1210, spoorlijn tussen Elmshorn en Westerland